# Circuit Het Volk 2007
La 63e édition du Circuit Het Volk a eu lieu le 3 mars 2007, entre les villes de Gand et Lokeren (Belgique), en empruntant les circuits des Ardennes flamandes. Elle était inscrite au calendrier de l'UCI Europe Tour 2007. C'est le coureur cycliste italien Filippo Pozzato qui s'est imposé, devant Juan Antonio Flecha et Tom Boonen.

## Présentation

### Parcours
La course donne le coup d'envoi de la saison des classiques flandriennes sur un parcours de 202 kilomètres dans la province de Flandre Orientale. Elle commence dans la ville de Gand et se termine dans la municipalité de Lokeren, comme les années précédentes.
Au total, dix monts, dont certains sont pavés, sont au programme de l'épreuve :
| Mont | Nom             | Km  | Revêtement       | Longueur (m) | Pente moyenne | Pente maxi | Km de l'arrivée |
| ---- | --------------- | --- | ---------------- | ------------ | ------------- | ---------- | --------------- |
| 1    | Kluisberg       | 38  | asphalte         | 1 100 m      | 6,1 %         | 11 %       | 162             |
| 2    | Côte de Trieu   | 45  | asphalte         | 1 100 m      | 8 %           | 13 %       | 155             |
| 3    | Vieux Quaremont | 51  | asphalte / pavés | 2 200 m      | 4,2 %         | 11 %       | 149             |
| 4    | Hotondberg      | 55  | asphalte         | 2 700 m      | 4,0 %         | 8,0 %      | 145             |
| 5    | Mur de Grammont | 82  | pavés            | 1 139 m      | 9,2 %         | 19,8 %     | 118             |
| 6    | Valkenberg      | 99  | asphalte         | 540 m        | 8,1 %         | 12,8 %     | 101             |
| 7    | Eikenberg       | 112 | pavés            | 1 200 m      | 5,78 %        | 9,9 %      | 88              |
| 8    | Leberg          | 121 | asphalte         | 950 m        | 4,2 %         | 13,8 %     | 79              |
| 9    | Berendries      | 125 | asphalte         | 940 m        | 7 %           | 12,3 %     | 75              |
| 10   | Molenberg       | 137 | pavés            | 463 m        | 7 %           | 14,2 %     | 63              |

### Équipes
On retrouve un total de 25 équipes au départ, 15 faisant partie des ProTeams, la première division mondiale, huit sont des équipes continentales professionnelles, la seconde division mondiale et les deux dernières sont des équipes continentales, la troisième division mondiale.
| ProTeams (15)- La Française des jeux - Predictor-Lotto - Quick Step-Innergetic - Rabobank - CSC - Discovery Channel - Astana - Bouygues Telecom - Cofidis-Le Crédit par Téléphone - Crédit agricole - T-Mobile - Team Milram - Liquigas - AG2R Prévoyance - Unibet.com Équipes continentales professionnelles (8)- Wiesenhof-Felt - Landbouwkrediet-Tönissteiner - Chocolade Jacques-Topsport Vlaanderen - Agritubel - Acqua & Sapone-Caffè Mokambo - Skil-Shimano - DFL-Cyclingnews-Litespeed - Elk Haus-Simplon Équipes continentales (2)- Palmans Collstrop - Jartazi-Promo Fashion Continental |
| |

## Classements

### Classement de la course
| \| Classement général \| Classement général \| Classement général \| Classement général \| Classement général \| \| Coureur \| Coureur \| Pays \| Équipe \| Temps \| \| ------------------ \| ------------------- \| ------------------ \| ------------------------------------- \| ------------------ \| \| 1er \| Filippo Pozzato \| Italie \| Liquigas \| 5 h 04 min 38 s \| \| 2e \| Juan Antonio Flecha \| Espagne \| Rabobank \| + 2 s \| \| 3e \| Tom Boonen \| Belgique \| Quick Step-Innergetic \| + 2 s \| \| 4e \| Nick Nuyens \| Belgique \| Cofidis-Le Crédit par Téléphone \| + 2 s \| \| 5e \| Stuart O'Grady \| Australie \| CSC \| + 2 s \| \| 6e \| Baden Cooke \| Australie \| Unibet.com \| + 30 s \| \| 7e \| Gorik Gardeyn \| Belgique \| Unibet.com \| + 39 s \| \| 8e \| Stefan van Dijk \| Pays-Bas \| Wiesenhof-Felt \| + 39 s \| \| 9e \| Robbie McEwen \| Australie \| Predictor-Lotto \| + 39 s \| \| 10e \| Steven de Jongh \| Pays-Bas \| Quick Step-Innergetic \| + 39 s \| \| 11e \| Philippe Gilbert \| Belgique \| La Française des jeux \| + 39 s \| \| 12e \| Andreas Klier \| Allemagne \| T-Mobile \| + 39 s \| \| 13e \| Niko Eeckhout \| Belgique \| Chocolade Jacques-Topsport Vlaanderen \| + 39 s \| \| 14e \| Murilo Fischer \| Brésil \| Liquigas \| + 39 s \| \| 15e \| Mathew Hayman \| Australie \| Rabobank \| + 39 s \| \| 16e \| Marcus Burghardt \| Allemagne \| T-Mobile \| + 39 s \| \| 17e \| Gabriele Balducci \| Italie \| Acqua & Sapone - Caffè Mokambo \| + 39 s \| \| 18e \| Jukka Vastaranta \| Finlande \| Jartazi-Promo Fashion Continental \| + 39 s \| \| 19e \| Bastiaan Giling \| Pays-Bas \| Wiesenhof-Felt \| + 39 s \| \| 20e \| Tomas Vaitkus \| Lituanie \| Discovery Channel \| + 39 s \| |                     |           |                                       |                 |
| |                     |           |                                       |                 |
| |                     |           |                                       |                 |
| Classement général |                     |           |                                       |                 |
| Coureur | Coureur             | Pays      | Équipe                                | Temps           |
| 1er | Filippo Pozzato     | Italie    | Liquigas                              | 5 h 04 min 38 s |
| 2e | Juan Antonio Flecha | Espagne   | Rabobank                              | + 2 s           |
| 3e | Tom Boonen          | Belgique  | Quick Step-Innergetic                 | + 2 s           |
| 4e | Nick Nuyens         | Belgique  | Cofidis-Le Crédit par Téléphone       | + 2 s           |
| 5e | Stuart O'Grady      | Australie | CSC                                   | + 2 s           |
| 6e | Baden Cooke         | Australie | Unibet.com                            | + 30 s          |
| 7e | Gorik Gardeyn       | Belgique  | Unibet.com                            | + 39 s          |
| 8e | Stefan van Dijk     | Pays-Bas  | Wiesenhof-Felt                        | + 39 s          |
| 9e | Robbie McEwen       | Australie | Predictor-Lotto                       | + 39 s          |
| 10e | Steven de Jongh     | Pays-Bas  | Quick Step-Innergetic                 | + 39 s          |
| 11e | Philippe Gilbert    | Belgique  | La Française des jeux                 | + 39 s          |
| 12e | Andreas Klier       | Allemagne | T-Mobile                              | + 39 s          |
| 13e | Niko Eeckhout       | Belgique  | Chocolade Jacques-Topsport Vlaanderen | + 39 s          |
| 14e | Murilo Fischer      | Brésil    | Liquigas                              | + 39 s          |
| 15e | Mathew Hayman       | Australie | Rabobank                              | + 39 s          |
| 16e | Marcus Burghardt    | Allemagne | T-Mobile                              | + 39 s          |
| 17e | Gabriele Balducci   | Italie    | Acqua & Sapone - Caffè Mokambo        | + 39 s          |
| 18e | Jukka Vastaranta    | Finlande  | Jartazi-Promo Fashion Continental     | + 39 s          |
| 19e | Bastiaan Giling     | Pays-Bas  | Wiesenhof-Felt                        | + 39 s          |
| 20e | Tomas Vaitkus       | Lituanie  | Discovery Channel                     | + 39 s          |